# BCN Film Fest
El Festival Internacional de Cinema de Barcelona-Sant Jordi, més conegut com a BCN Film Fest, és un festival de cinema que se celebra anualment a Barcelona i que programa, de manera preferent, adaptacions d'obres literàries, produccions amb rerefons històric i els films biogràfics sobre personalitats rellevants. La primera edició va tenir lloc el 2017. El seu director i responsable de programació és José María Aresté.